# 雷靖梵
雷靖梵（英語：Lui Ching Fan, Anson，1988年10月16日—），是香港社會企業Queenie Henna 草本染髮 & 旅行雜貨店的創辦人。

## 簡介
2014年，雷靖梵獨自踏上長達509天的單車之旅，由南非好望角起步，沿途穿越三十國騎車回香港，並沿途收集各地人民簽名關注香港普選議題。
2016年，雷靖梵以不幸患癌離世的母親名字Queenie成立社企，每天在紅磡小店以天然染料為癌症病患免費染髮，協助病友尋回自信。
2019年，雷靖梵成為首位徒步橫越俄羅斯貝加爾湖的香港人，並在此嚴寒旅途上呼籲關注全球暖化。

## 著作
- 《活着回來－－一個香港人由非洲出發的單車之旅》，2016年7月，一丁文化出版

## 外部連結
- 雷靖梵的Facebook專頁
- 雷靖梵的Instagram帳戶